# استفان اولسن
 استفان اولسن (انگلیسی: Stefan Olsson؛ زاده ۲۴ آوریل ۱۹۸۷) یک تنیس‌باز است.